# Lissonota perspicillator
Lissonota perspicillator är en stekelart som beskrevs av Johann Ludwig Christian Gravenhorst 1829. Lissonota perspicillator ingår i släktet Lissonota och familjen brokparasitsteklar. Inga underarter finns listade i Catalogue of Life.